# IC 1037
IC 1037 је лентикуларна галаксија у сазвјежђу Волар која се налази на листи објеката дубоког неба у Индекс каталогу.
Деклинација објекта је + 18° 11' 4" а ректасцензија 14h 38m 25,3s. Привидна величина (магнитуда) објекта IC 1037 износи 14,1 а фотографска магнитуда 15,1. IC 1037 је још познат и под ознакама MCG 3-37-28, CGCG 104-57, NPM1G +18.0417, PGC 52319.